# Prutiwka (przystanek kolejowy)
Prutiwka (ukr. Прутівка) – przystanek kolejowy w miejscowości Prutiwka, w rejonie kołomyjskim, w obwodzie iwanofrankiwskim, na Ukrainie. Położony jest na linii Lwów – Czerniowce.